# استانیسلاوا کنستانتینوا
استانیسلاوا کنستانتینوا (روسی: Станислава Андреевна Константинова؛ زادهٔ ۱۴ ژوئیهٔ ۲۰۰۰) اسکیت‌باز نمایشی اهل روسیه است.